# Bolesław Chocha
Bolesław Chocha (ur. 6 sierpnia 1923 w Grodnie, zm. 2 maja 1987 w Józefowie) – polski dowódca wojskowy, publicysta i teoretyk wojskowości, generał dywizji Wojska Polskiego, szef Sztabu Generalnego Wojska Polskiego (1968–1973), działacz polityczny i społeczny.

## Życiorys
Do czasu wybuchu wojny ukończył 4 klasy Państwowego Gimnazjum i Liceum im. Adama Mickiewicza w Grodnie. W odwecie za udział ojca – Konstantego, we wrześniu 1939 w walkach Korpusu Ochrony Pogranicza przeciwko Armii Czerwonej został w lutym 1940 wraz z rodziną deportowany przez NKWD do Kazachstanu, w okolice Akmoły, gdzie pracował jako kowal, stolarz i bednarz w Szortandyńskim Kombinacie Obróbki Drewna. W wojsku od maja 1943, wstąpił ochotniczo do 1 Dywizji Piechoty im. Tadeusza Kościuszki. 1 czerwca 1943 został skierowany jako podchorąży do Szkoły Podchorążych 1 Dywizji Piechoty w Sielcach nad Oką. 27 sierpnia 1943 został promowany na stopień chorążego w korpusie oficerów piechoty. Walczył pod Lenino jako dowódca plutonu ckm 8 kompanii III batalionu w 3 Pułku Piechoty. Na początku 1944 został zastępcą dowódcy 8 kompanii do spraw liniowych. W 1944 ukończył kurs dowódców batalionu w Oficerskiej Szkole Piechoty w Riazaniu i jako przodujący absolwent pozostał w jej kadrze (także po przeniesieniu szkoły do Lublina) jako kierownik działu naukowego batalionu ciężkich karabinów maszynowych. We wrześniu 1944 przeniesiony do Sztabu Dowództwa Okręgu Wojskowego nr VII w Lublinie, gdzie objął stanowisko inspektora wyszkolenia bojowego wydziału, a od maja 1945 starszego pomocnika szefa wydziału. Od marca do maja 1947 brał udział w walkach z oddziałami Ukraińskiej Powstańczej Armii w ramach Grupy Operacyjnej „Wisła”. Był pomocnikiem szefa sztabu podgrupy „Lublin”, która działała w powiatach Hrubieszów, Janów Lubelski i Włodawa. W sierpniu 1947 przeniesiony do Dowództwa Okręgu Wojskowego nr IV we Wrocławiu, gdzie był starszym pomocnikiem szefa wydziału VIII. W latach 1948–1951 studiował w Akademii Sztabu Generalnego im. gen. broni Karola Świerczewskiego w Rembertowie. Jako wyróżniony absolwent pozostał w Akademii i był w niej starszym wykładowcą taktyki ogólnej oraz kierownikiem grupy w Katedrze Taktyki Ogólnej i Służby Sztabów. Od sierpnia 1953 zastępca szefa Katedry Taktyki Ogólnej i Służby Sztabów, od września 1954 zastępca szefa Katedry Taktyki Ogólnej, a od października 1956 zastępca szefa Katedry Taktyki Ogólnej i Sztuki Operacyjnej do spraw taktyki ogólnej.
Od lipca 1957 współorganizator i pierwszy dowódca (od marca 1958) pierwszej w powojennej Polsce elitarnej jednostki spadochronowej – 6 Pomorskiej Dywizji Powietrznodesantowej, której tradycje obecnie kontynuuje 6 Brygada Powietrznodesantowa. W grudniu 1957 uzyskał tytuł „Skoczka Spadochronowego Wojsk Powietrznodesantowych Sił Zbrojnych PRL”. Na mocy uchwały Rady Państwa PRL z 13 lipca 1960 otrzymał nominację na stopień generała brygady. Akt nominacyjny wręczył mu 20 lipca 1960 w Belwederze przewodniczący Rady Państwa Aleksander Zawadzki. W październiku 1961 został zastępcą szefa Zarządu I Operacyjnego Sztabu Generalnego Wojska Polskiego, a w czerwcu 1964 szefem Zarządu III Operacyjnego OTK. W marcu 1965 został zastępcą szefa Sztabu Generalnego WP do spraw operacyjnych. Na mocy uchwały Rady Państwa PRL z 30 września 1965 otrzymał nominację na stopień generała dywizji. Akt nominacyjny wręczył mu 11 października 1965 w Belwederze przewodniczący Rady Państwa Edward Ochab.

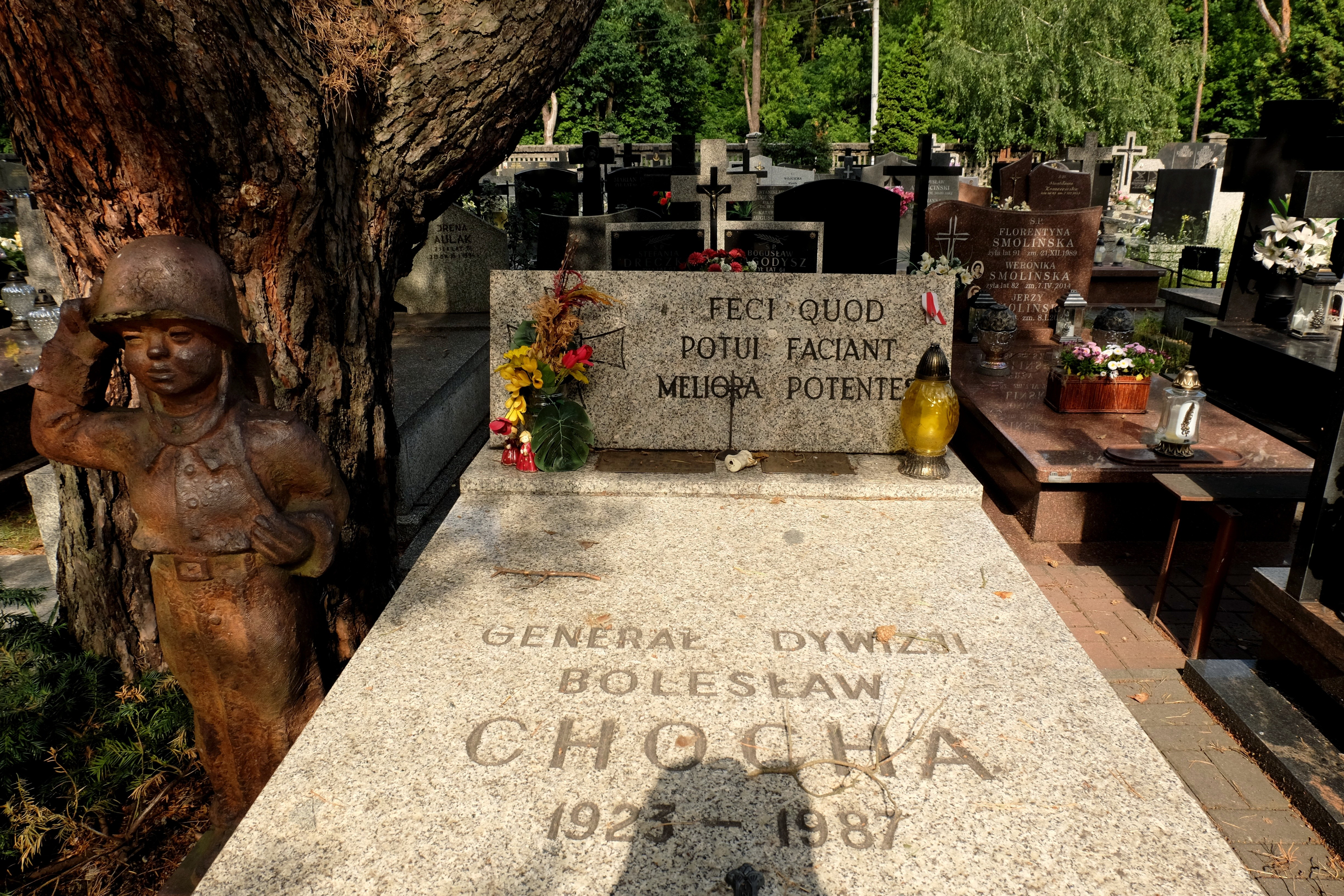
Grób gen. Bolesława Chochy na cmentarzu parafialnym w Józefowie w powiecie otwockim

Od 11 kwietnia 1968 do 11 stycznia 1973 był szefem Sztabu Generalnego Wojska Polskiego – wiceministrem obrony narodowej. W grudniu 1968 ukończył Kurs Strategiczny w Wojskowej Akademii Sztabu Generalnego Sił Zbrojnych ZSRR im. Klimenta J. Woroszyłowa w Moskwie. 
Współodpowiedzialny za masakrę robotników w Gdyni w grudniu 1970 roku. 16 grudnia wieczorem partyjni dygnitarze Zenon Kliszko i Ignacy Loga-Sowiński wrócili do Warszawy, pod ich nieobecność osobą decyzyjną stał się generał Chocha. Na jego polecenie zwołano odprawę, która odbyła się około godziny 22.00. Mimo protestów Kociołka, generał Chocha utrzymał decyzję o blokadzie stoczni. 17 grudnia rano stoczniowcy, usiłujący dostać się do pracy, zostali zmasakrowani ogniem broni maszynowej żołnierzy 32. Pułku Zmechanizowanego. Wiele wskazuje na to, że decyzję o utrzymaniu blokady zakładów pracy na Wybrzeżu podjął generał Chocha w porozumieniu ze swym przełożonym, generałem Wojciechem Jaruzelskim.
Generał Chocha był także przewodniczącym Kolegium Komendantów Szkół i Akademii Wojskowych oraz zastępcą przewodniczącego Rady Wyższego Szkolnictwa Wojskowego. Na podstawie rozkazu personalnego MON z 19 września 1979 został zwolniony z zawodowej służby wojskowej przeniesiony w stan spoczynku z dniem 24 września 1979. Z tej okazji został pożegnany przez ministra obrony narodowej gen. armii Wojciecha Jaruzelskiego.
W latach 1947–1948 członek PPR, od 1948 członek PZPR, zastępca członka Komitetu Centralnego PZPR (1968–1975). Od 1969 był członkiem Zarządu Głównego ZBoWiD. Do końca życia zasiadał w Radzie Naczelnej ZBoWiD. Mieszkał w Józefowie.
Pochowany 7 maja 1987 na cmentarzu w Józefowie. W pogrzebie udział wziął członek Biura Politycznego KC PZPR, minister obrony narodowej gen. armii Florian Siwicki. W imieniu żołnierzy WP zmarłego pożegnał komendant ASG WP gen. dyw. Władysław Mróz.

## Awanse
W trakcie wieloletniej służby w ludowym Wojsku Polskim otrzymywał awanse na kolejne stopnie wojskowe:
- chorąży – 1943
- podporucznik – 1944
- porucznik – 1945
- kapitan – 1946
- major – 1948
- podpułkownik – 1952
- pułkownik – 1957
- generał brygady – 1960
- generał dywizji – 1965

## Życie prywatne
Syn Konstantego, plutonowego zawodowego WP, a następnie policjanta (zaginionego w 1939), oraz Anizy z domu Żurba. W stanie spoczynku mieszkał w Józefowie. W 1952 poślubił Ludwikę z domu Mazur, z którą miał dwoje dzieci – syna Piotra (ur. 1953) i córkę Krystynę (ur. 1955).

## Odznaczenia
- Krzyż Oficerski Orderu Odrodzenia Polski (1963)
- Krzyż Kawalerski Orderu Odrodzenia Polski (1958)
- Order Sztandaru Pracy I klasy(1968)
- Order Krzyża Grunwaldu III klasy (1970)[5]
- Krzyż Walecznych (1966)
- Srebrny Krzyż Zasługi – dwukrotnie (1945, 1946[6])
- Srebrny Medal „Zasłużonym na Polu Chwały” – dwukrotnie (1945, 1946)
- Medal za Odrę, Nysę i Bałtyk (1947)
- Medal 10-lecia Polski Ludowej
- Medal 30-lecia Polski Ludowej (1974)
- Medal 40-lecia Polski Ludowej
- Złoty Medal „Siły Zbrojne w Służbie Ojczyzny” (1958)
- Srebrny Medal „Siły Zbrojne w Służbie Ojczyzny”
- Medal „Za udział w walkach o Berlin” (1970)
- Złoty Medal „Za zasługi dla obronności kraju” (1973)
- Srebrny Medal „Za Zasługi dla Obronności Kraju” (1968)
- Brązowy Medal „Za Zasługi dla Obronności Kraju” (1966)[7]
- Medal Komisji Edukacji Narodowej (1973)[8]
- Odznaka Grunwaldzka (1946)
- Złota Odznaka Kół Młodzieży Wojskowej
- Złota odznaka honorowa „Za Zasługi dla Warszawy” (1961)[9]
- Odznaka honorowa „Za zasługi w rozwoju województwa koszalińskiego” (1970)[10]
- Medal pamiątkowy „Za zasługi dla Warszawskiego Okręgu Wojskowego” (1970)[11]
- Honorowa Odznaka 30-lecia PPR (1972)[12]
- Medal „30 lat Bułgarskiej Armii Ludowej” (1974, Bułgaria)
- Medal „Za umacnianie braterstwa broni” I stopnia (1970, ČSSR)
- Krzyż Wielki Orderu Białej Róży (1969, Finlandia)
- Order Armii Ludowej z Wieńcem Laurowym (1967, Jugosławia)
- Medal Wyzwolenia I klasy (Republika Wietnamu Południowego, 1977)
- Medal Przyjaźni (Socjalistyczna Republika Wietnamu, 1977)
- Order Lenina (1968, ZSRR)
- Order Czerwonego Sztandaru (1973, ZSRR)
- Medal 100-lecia urodzin Lenina (1970, ZSRR)
- Medal „Za zwycięstwo nad Niemcami w Wielkiej Wojnie Ojczyźnianej 1941–1945” (ZSRR)
- Medal jubileuszowy „Dwudziestolecia zwycięstwa w Wielkiej Wojnie Ojczyźnianej 1941–1945” (ZSRR)
- Odznaka „25-lecia Zwycięstwa w Wielkiej Wojnie Ojczyźnianej 1941-1945” (1970, ZSRR)[13]
- Medal jubileuszowy „Trzydziestolecia zwycięstwa w Wielkiej Wojnie Ojczyźnianej 1941–1945” (1975, ZSRR)
- Medal jubileuszowy „Czterdziestolecia zwycięstwa w Wielkiej Wojnie Ojczyźnianej 1941–1945” (1985, ZSRR)
- Medal jubileuszowy „50 lat Sił Zbrojnych ZSRR” (ZSRR, 1968)[14]
- I inne

## Publikacje
1. Obrona terytorium kraju, Warszawa 1965, Wyd. MON
2. Klasyfikacja nauk wojennych i nauk wojskowych, Warszawa 1975, Wyd. ASG
3. Wybrane problemy sztuki wojennej w latach 1939-1945 na europejskim teatrze działań wojennych, Warszawa 1976, Wyd. ASG
4. Nauka wojenna a system obronny państwa. cz. 1. Wybrane zagadnienia ogólnej teorii wojny, Warszawa 1977, Wyd. ASG
5. Nauka wojenna a system obronny państwa. cz. 2. Nauki wojenne - zarys systematyki, Warszawa 1977, Wyd. ASG
6. Nauka wojenna a system obronny państwa. cz. 3. Sztuka wojenna, Warszawa 1977, Wyd. ASG
7. Nauka wojenna a system obronny państwa. cz. 4. Teoria doktryn wojennych, Warszawa 1977, Wyd. ASG
8. Wojna i doktryna wojenna. Wybrane problemy, Warszawa 1980, ISBN 83-11-06460-1 (współautor Julian Kaczmarek), Wyd. MON
9. Rozważania o taktyce, Warszawa 1982, ISBN 83-11-06787-2
10. Rozważania o sztuce operacyjnej, Warszawa 1984, ISBN 83-11-07106-3, Wyd MON